# スカパ・フローでのドイツ艦隊の自沈

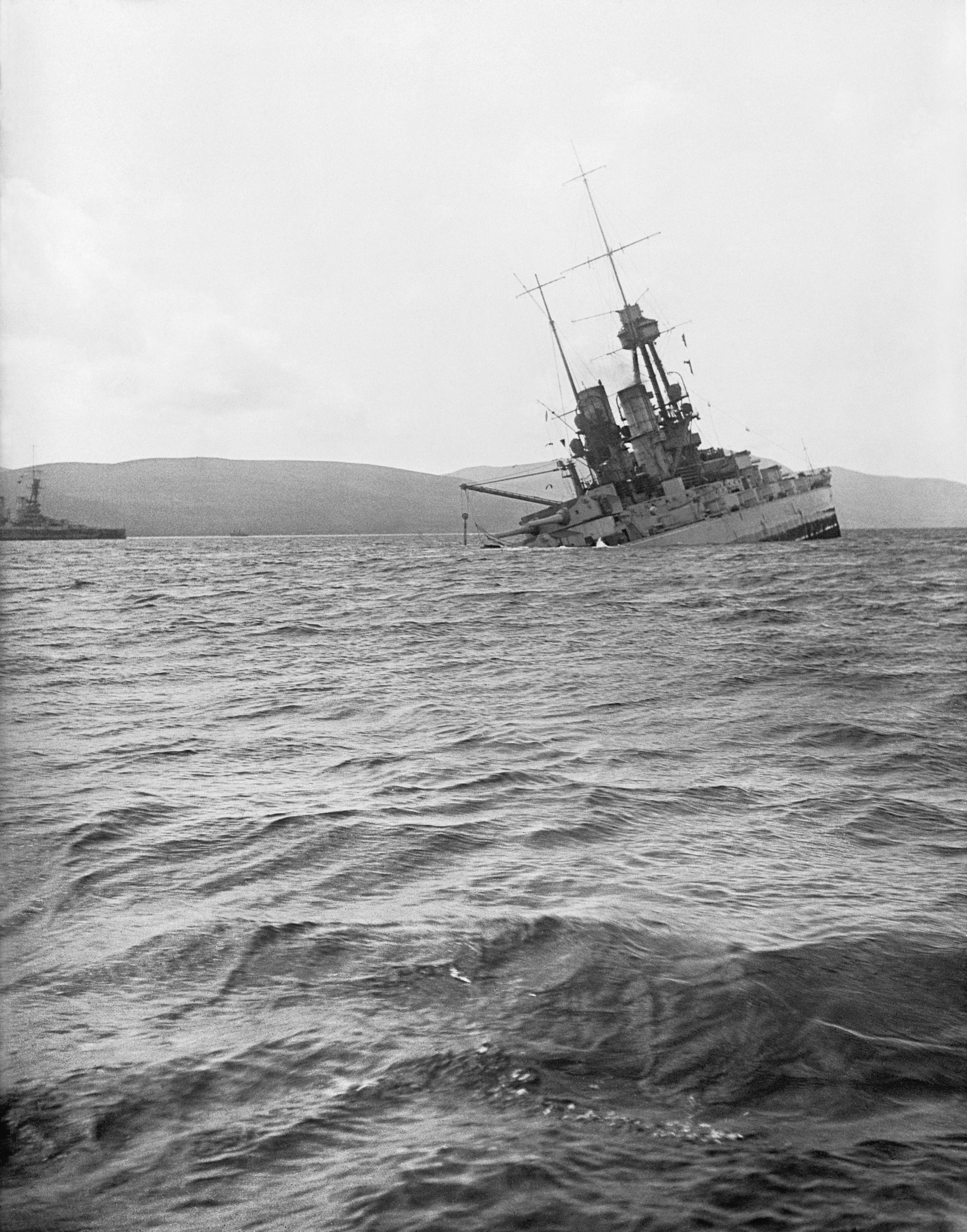
艦尾から沈みつつある戦艦バイエルン

スカパ・フローでのドイツ艦隊の自沈（スカパ・フローでのドイツかんたいのじちん）では、第一次世界大戦後に行われた、スコットランドのイギリス海軍拠点スカパ・フローにおけるドイツ艦隊の自沈について記述する。
休戦協定の条項に基づき、その処遇が決められるまでの間ドイツ大洋艦隊はスカパ・フローに抑留されていた。全艦艇が接収され連合国間で分配されるのをおそれたドイツの指揮官ルートヴィヒ・フォン・ロイター提督は艦隊の自沈を決心した。
自沈は1919年6月21日に実行された。イギリス警備艦の妨害により何隻かが岸に座礁させられたが、抑留されていた艦艇74隻中52隻が沈んだ。多くの沈没艦はその後数年の間に引き揚げられ解体された。一部の艦は引き揚げられずに残っており、ダイビングサイトとなっている。

## 背景
休戦協定の署名が1918年11月11日にコンピエーニュでなされ、第一次世界大戦は終わった。連合国は、Uボートは降伏させドイツには戻さないということには合意したが、水上艦艇に対する扱いについては合意ができなかった。アメリカは最終的な決定がなされるまでは中立国の港で抑留することを提案したが、それについて交渉されたノルウェーとスペインは共に拒否した。そこで、ロスリン・ウィームス(en:Rosslyn Wemyss)元帥が、ドイツ水兵を最小限だけ乗せた状態でドイツ艦隊をスカパ・フローで抑留し、イギリス本国艦隊がそれを警護することを提案した。

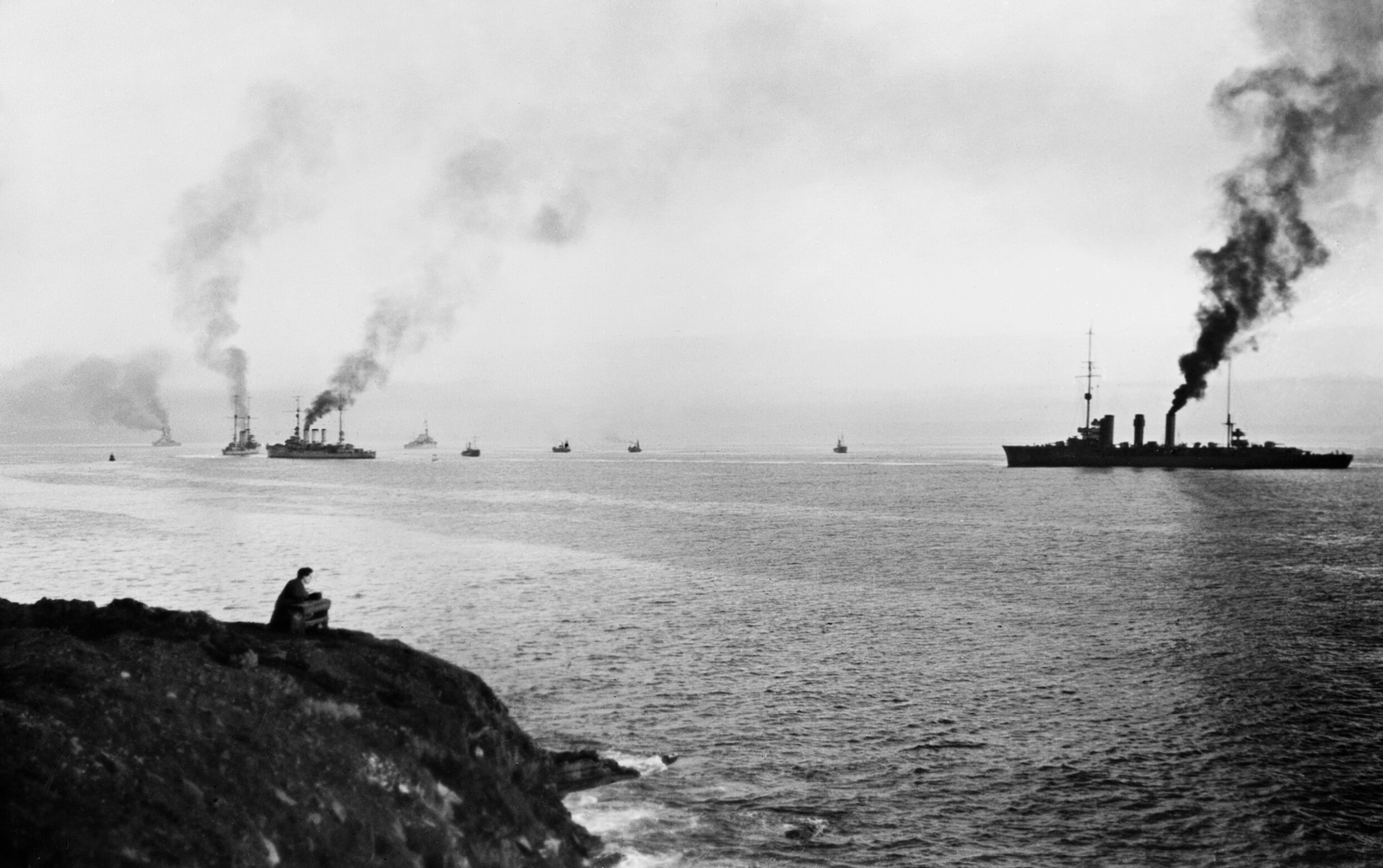
スカパ・フローに入るドイツ巡洋艦エムデン、フランクフルト、ブレムゼ

11月12日にドイツ側に対し、大洋艦隊は11月18日までに出港準備を完了せよ、さもなければ連合国はヘルゴラント島を占領する、ということが伝えられた。11月15日夜、フランツ・フォン・ヒッパー提督の代理人フーゴ・モイラー（de:Hugo Meurer）少将がデイヴィッド・ビーティー提督と、ビーティーの旗艦であるクイーン・エリザベス艦上で会った。ビーティーは条件をモイラーに提示し、翌日の2度目の会談でそれはより詳細なものとなった。Uボートはハリッジ部隊の監督の下、ハリッジでレジナルド・ティルウィット少将に降伏することになった。また、水上艦隊はフォース湾へ向かい、そこでビーティーに降伏することとされた。それから艦隊はスカパ・フローへ行き、そこで抑留されて講和会議の結論を待つことになった。水兵たちの間にはまだ反抗的な雰囲気があり士官たちが命令に従わせるのが難しいことを知っていたため、モイラーは期限の延長を求めた。最終的にモイラーは夜半過ぎに条件に署名した。

## 艦隊の降伏

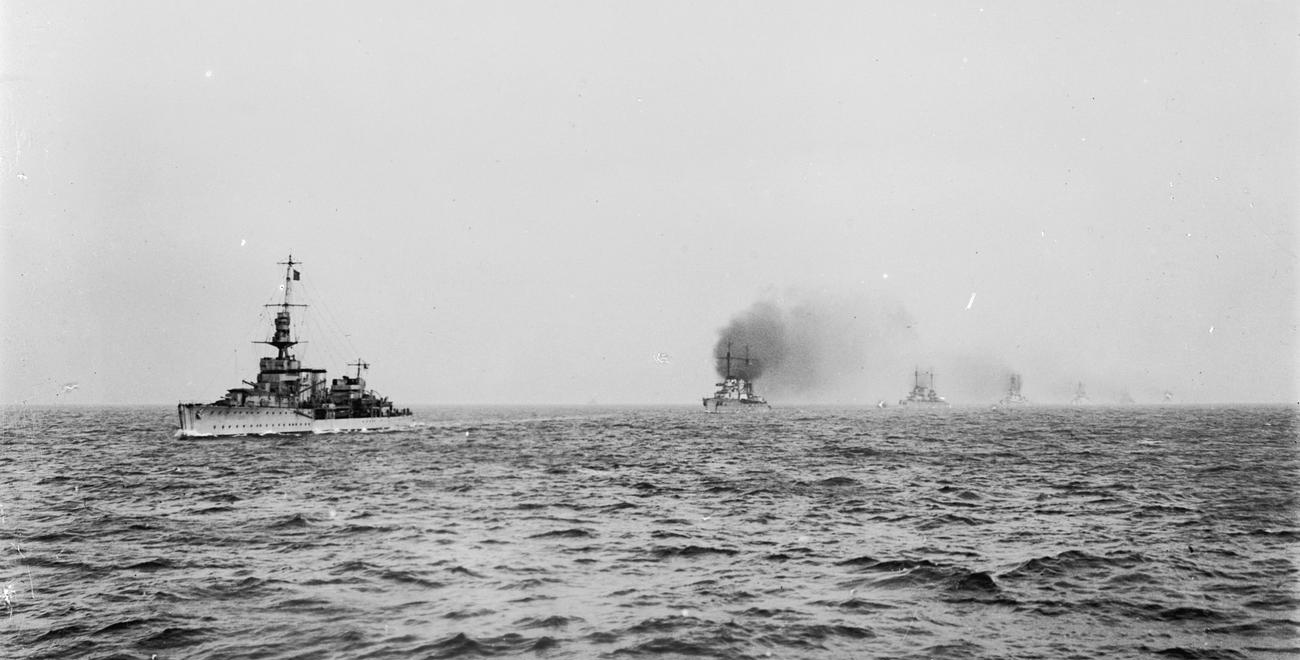
ドイツ大洋艦隊を先導しロサイスへ向かうイギリス巡洋艦カーディフ

最初に降伏するのはUボートであり、11月20日にハリッジへ到着し始め、最終的に176隻が引き渡された。ヒッパーは艦隊を降伏させることを拒み、その仕事はルートヴィヒ・フォン・ロイター少将に任された。ドイツ艦隊は11月21日にイギリスの軽巡洋艦カーディフと出会い、カーディフに先導されてグランドフリートや他の連合国海軍の370隻以上の艦艇と合流した。ドイツの艦艇は全部で70隻であった。戦艦ケーニヒと軽巡洋艦ドレスデンは機関の故障のため落伍し、駆逐艦V30は途中で触雷して沈没した。
ドイツ艦艇はフォース湾内へ護送され、そこに停泊した。ビーティーは次のように伝えた。
ドイツの旗は本日の日没とともに降ろし、許可なく再び掲揚してはならない。（
The German flag will be hauled down at sunset today and will not be hoisted again without permission. ）
11月25日から27日の間に艦隊はスカパ・フローに移動した。駆逐艦はガッター海峡 (Gutter Sound) に、戦艦と巡洋艦はカヴァ島 (Cava) の北と西に配置された。最終的に74隻がそこで抑留された。ケーニヒとドレスデンは沈んだV30の代わりの駆逐艦V129と共に12月6日に到着した。到着がもっとも遅かったのは1月9日に着いた戦艦バーデンであった。最初抑留された艦艇は巡洋戦艦部隊（後に巡洋戦艦戦隊に格下げ）によって警護され、指揮は順にウィリアム・クリストファー・パケナム (William Christopher Pakenham) 中将、ヘンリー・オリヴァー (Henry Oliver) 少将、ロジャー・キーズ (Roger Keyes) 少将がとった。5月1日に警護任務はレブソン (Leveson) 中将の大西洋艦隊第2戦艦戦隊にかわり、5月18日にはシドニー・フリーマントル (Sydney Fremantle) 中将の第1戦艦戦隊になった。

## 抑留中
海軍歴史家アーサー・マーダー (Arthur Marder) は抑留中のドイツ艦隊の状態を「完全な士気喪失状態の一つ (one of complete demoralization)」と表現した。そのように状況が悪化した原因を彼は4つ挙げた。それは規律の欠如、食事の水準、レクリエーションの不足、郵便物の遅延である。それらの問題が累積した結果、「筆舌に尽くしがたいほど秩序を欠いた状態に陥った艦も」生じた。11月29日、グランドフリートの副司令長官サー・チャールズ・マッデン (Charles Madden) 提督は義兄でかつての上官でもあるジョン・ジェリコー (John Jellicoe) に「発された命令はことごとく、実施に先立って下士官兵たちの委員会で検討され副署された後、都合のいいように実行されている」という内容の手紙を書いた。ある抑留されているドイツ艦艇を訪れた時、ドイツの士官たちは「羞恥のあまり何も言えない状態 (dumb with shame)」であったと報告された。食料はドイツから一月に2度送られてきていたが、単調で質もよくなかった。魚やカモメを捕らえることが食べ物を補うことになり、またいくらかのレクリエーションにもなった。また大量のブランデーも送られてきていた。イギリスは抑留されている艦艇の水兵たちが上陸したり他の艦を訪れることを禁止していたため、レクリエーションの場は乗っている艦の中に限られていた。またイギリス人は公用の時に限って訪れることが許されていた。ドイツへの郵便は最初から検閲されており、ドイツからのものも後に検閲されるようになった。ドイツ人たちには一月に巻きタバコ300本、または葉巻75本が与えられた。抑留中の艦隊にドイツ人医師はいたが歯科医はおらず、イギリス側も歯科医派遣は拒否した。
抑留された艦艇の指揮は、戦艦フリードリヒ・デア・グローセに将旗を掲げたロイター少将を通してなされた。彼は急用の際抑留中に艦艇を訪れたり命令書を届けるため自由に使用できるイギリスのドリフターを持っており、彼の部下達も乗員の本国帰還準備のために時々他の艦を訪れることが許された。「Red Guard」と呼ばれる水兵の一団が船室の天井を踏み鳴らすため睡眠を妨げられ健康を害したロイターは、3月25日に軽巡洋艦エムデンへの移動を要望した。彼の指揮下には最初2万名いたが、7ヶ月に亘って断続的に減少した。12月3日に4千名がドイツに戻り、さらに12月6日には6千名が、12月12日には5千名が去って残り4815名となり、残ったものも一月あたり約100名ずつドイツに戻った。

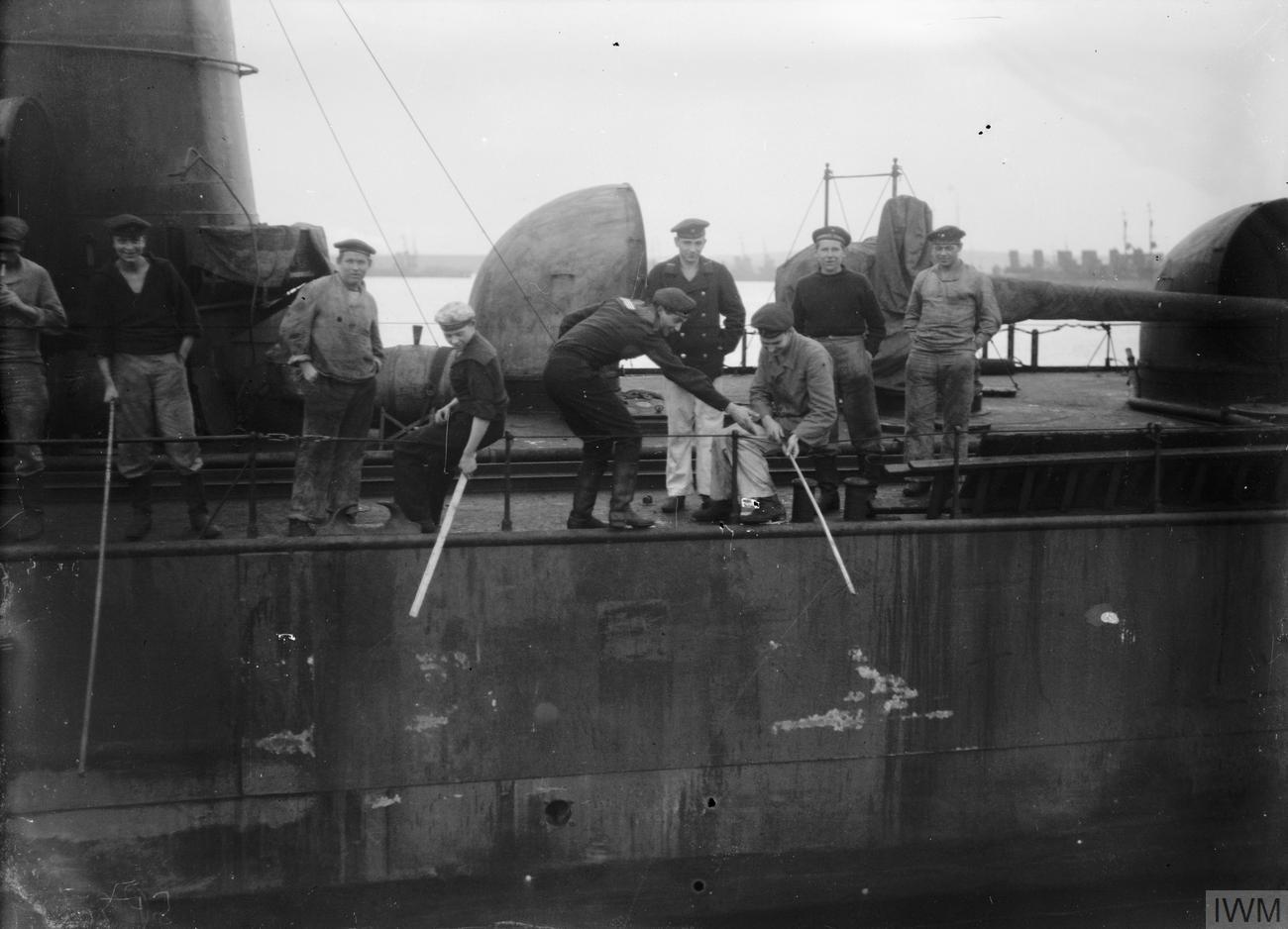
駆逐艦上で釣りをする水兵

抑留された艦艇の処遇はパリ講和会議で議論された。フランスとイタリアはそれぞれ艦隊の4分の1を要求した。イギリスは他の海軍に対して数で勝っていたが、艦隊の再分配はその優位を崩すものであることを知っていたため、艦艇の処分を望んでいた。休戦協定の第31条で、ドイツは保有する艦艇の破壊を禁じられた。ビーティーとマッデンは共に、自沈が試みられた際にドイツ艦艇を接収する計画を承認した。キーズとレブソンは、ドイツ艦艇を接収し乗員はNigg島に抑留することを勧めたが、それは取り上げられなかった。彼らの懸念は正当化できないものではなく、実際1月にはロイターが参謀長に自沈の実現可能性について述べている。5月に予期されるヴェルサイユ条約の内容を知ると、彼は自沈の詳細な計画を準備し始めた 。どんな犠牲を払っても艦隊は自沈するだろうということをロイターは知らされていた、とエーリヒ・レーダー提督は後に書いている。6月18日にドイツへ戻る者を乗せた2隻の輸送船が出発しさらに乗員の数が減少したことで、ロイターの元には準備を行うにあたって信頼できる者が残ったことになった。その日、ロイターは命令書を送った。その第11段落には次のように書かれていた。「われわれの政府の同意無しに敵が艦艇の所有権を得ようとした時のみ、それを沈めるのが私の考えである。講和において我々の政府がこれらの艦船を引渡す条項に同意したならば、我々を今の状態に追いやった連中の永遠の不面目という形で引渡しは実現するだろう」。彼の命令は6月18日に抑留中の艦艇に届けられた。
その間に、ヴェルサイユ条約の調印が6月21日正午に行われることになった。第1戦艦戦隊は自沈の準備が行われている兆候を調査するためドイツ艦艇に大挙して乗り込む準備をしていた。6月13日、マッデン提督は行動を起こす準備のため、6月17日以降、毎日政治的評価をしてくれるよう海軍本部で直接要請したが、少し後でビーティーに「海軍本部には、講和条件に対するドイツの態度について、確かな見通しがない」と述べた。フリーマントル提督は、条約調印後の6月21日から22日の夜中にドイツ艦隊を接収する計画を、6月16日にマッデンに提出した。マッデンは19日に計画を承認したが、条約の調印期限が6月23日19時に延期されたのを知ったばかりであり、そのことをフリーマントルに伝えるのを怠った。同じ日、フリーマントルは延期のニュースを新聞で見てそれが事実だと判断した。彼は、指揮下の戦艦に魚雷攻撃に対する訓練をおこなわせるようマッデンから命じられており、それには魚雷回収のため天候が良い必要があった。6月20日夜の天候が良かったため、フリーマントルは第1戦艦戦隊に対し翌朝9時に出航するよう命じた。ドイツ艦隊接収は、彼の戦隊がスカパ・フローに戻る6月23日の夜まで延期された。フリーマントルは、スカパ・フロー出航前にロイターから休戦協定はいまだ有効であると非公式に伝えられた、と後日述べている。

## 艦隊自沈
6月21日午前10時ごろ、ロイターは、艦隊に対し自沈の信号に備えるよう旗旒信号で命じた。11時ごろ、ロイターは旗旒で信号「全ての部隊長および水雷艇長に告げる。本日付命令書の第11段落（を執行せよ）。抑留艦隊長より。」という内容を送った。信号は手旗信号や探照灯でも繰り返された。自沈はすぐに開始された。シーコックや注水バルブが開かれ、艦内の導水管は破壊された。自沈が開始された際に水の流入を早めるため、舷窓は既に開けられており、防水扉や復水器のカバーも解放され、また隔壁に穴が開けられた艦もあった。
しばらくは目立った変化はなかったが、正午にフリードリヒ・デア・グローセが右に激しく傾き始め、すべての艦はドイツの軍艦旗をメインマストに掲揚した。そして、乗組員達は退艦し始めた。スカパ・フローに残っていたイギリス海軍の戦力は駆逐艦3隻とトローラー7隻、数隻のドリフターであり、駆逐艦のうち1隻は修理中であった。フリーマントルは12時20分に自沈の知らせを受け、12時35分に訓練を中止し全速力でスカパ・フローへ向かった。彼は14時30分にスカパ・フローに到着したが、その時浮いていたのは大型艦のみであった。フリーマントルは利用可能なすべての艦船に対して、ドイツ艦艇の自沈を阻止するか座礁させるよう命じた。最後に沈んだのは巡洋戦艦ヒンデンブルクであり、17時のことであった。その時までに15隻の主力艦が沈み、沈んでいないのは戦艦バーデンだけであった。また4隻の軽巡洋艦と32隻の駆逐艦も沈んだ。イギリス側が自沈をやめさせようとした際に、艦上でドイツ人9人が射殺され約16人が負傷した。
午後、1774人のドイツ人が救助され、第1戦艦戦隊の戦艦でインヴァーゴードンへ運ばれた。休戦協定を破ったためドイツ人達は捕虜として扱われNigg島の捕虜収容所に送られるとする命令をフリーマントルは出した。

## 自沈後

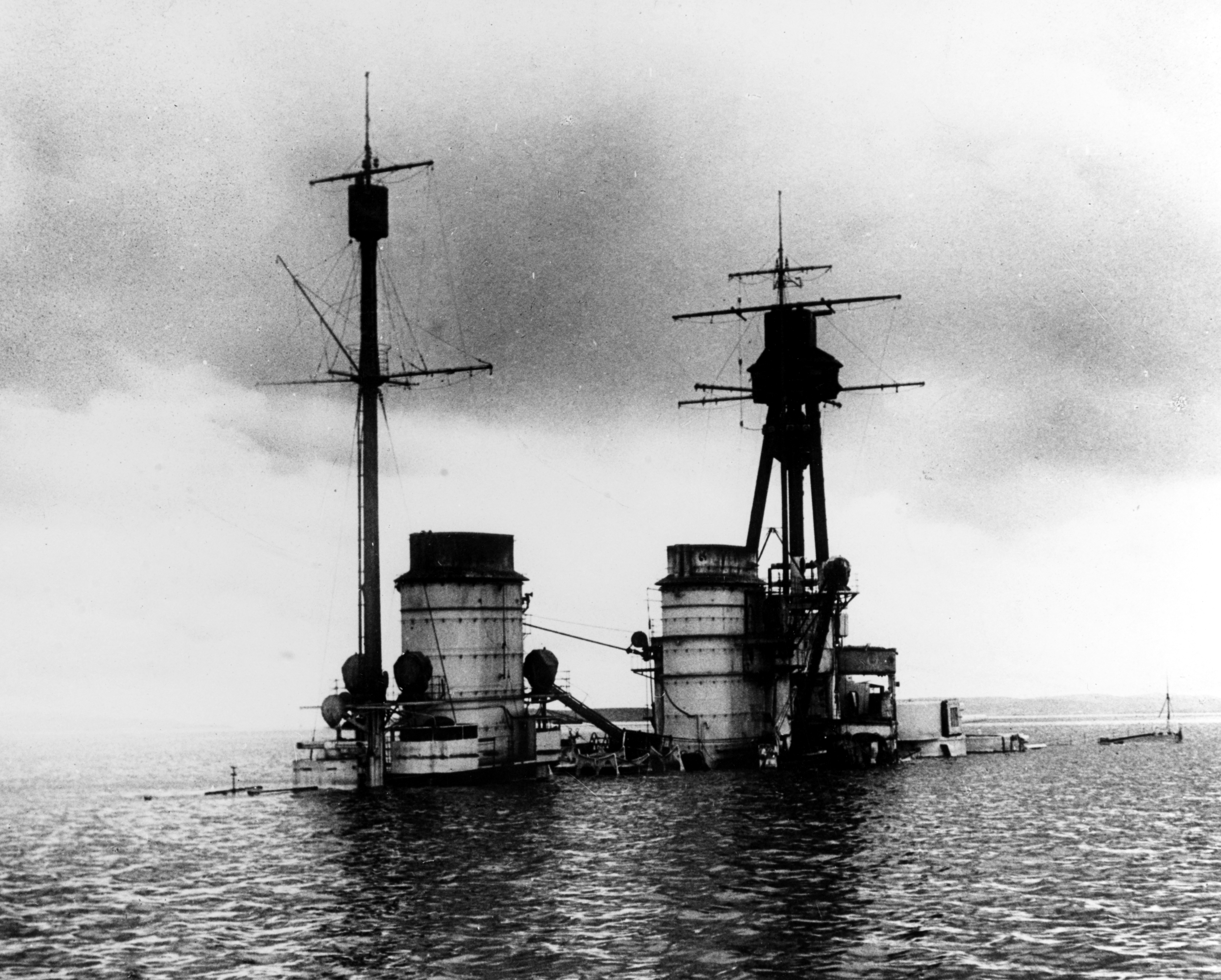
一部のみが海面上に出ている巡洋戦艦ヒンデンブルク

何隻かは手に入れられることを望んでいたドイツ艦隊が自沈したことは、フランスを大いに落胆させた。
一方で艦隊の処分を望んでいたイギリスにとっては、この事件はまさに僥倖ともいうべき出来事であり、ウィームス元帥は「ドイツ艦隊の自沈は実に喜ばしいことだ。これらの艦船の再配分という難題を一挙に解決してくれた。」と述べた。
また、ドイツのラインハルト・シェア大将も「ドイツ艦隊から降伏の汚点が拭い去られた。艦隊の自沈は彼らの精神が未だ死んでいないことを証明した。この最後の行動は、栄えあるドイツ海軍の伝統に忠実なものである。」と語った。
スカパ・フローにあったドイツ艦艇74隻のうち、主力艦は16隻中15隻、巡洋艦は8隻中5隻、駆逐艦は50隻中32隻が沈んだ。残りは浮いているか浅瀬に曳航されて座礁させられた。座礁した艦は後に連合国間で分配されたが、沈んだものについてはそのまま放置された。戦争終結後旧式艦の解体でスクラップが供給過剰となっており、引き揚げてもコストに見合わないと判断されたためであった。その後、航行の障害になっているという現地の住民からの苦情を受けて、1923年にサルベージ会社が設立され、4隻の駆逐艦が引き揚げられた。

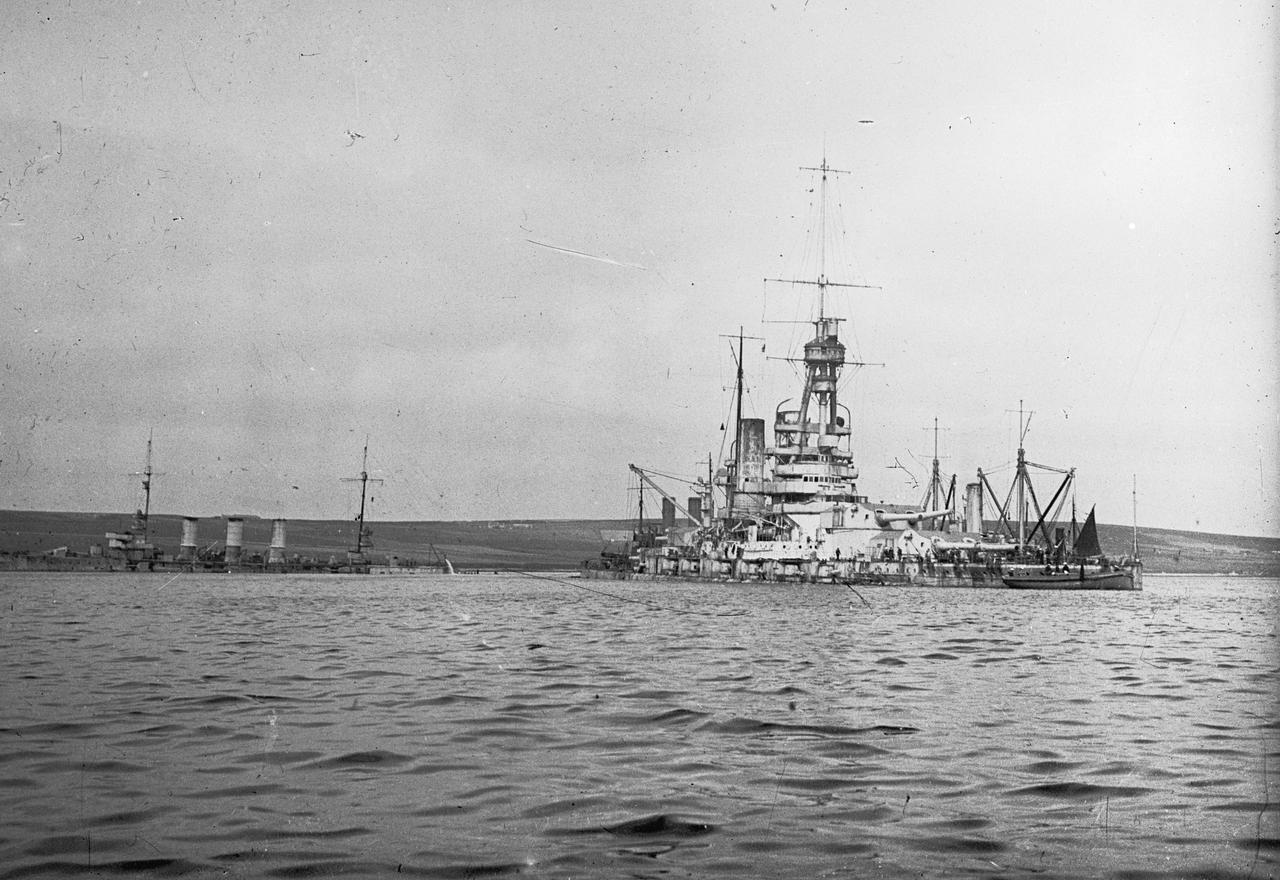
スカパ・フローでの戦艦バーデンの引上げ作業。巡洋艦フランクフルトも写っている。

そのころ、企業家アーネスト・コックス (Ernest Cox) が関与し始めた。彼は駆逐艦26隻を250ポンドで海軍本部から購入し、さらにザイドリッツとヒンデンブルクも購入した。彼は、購入し改装した古いドイツの乾ドックを使用して駆逐艦の浮揚作業を始めた。1年半で26隻の内24隻の駆逐艦の引き上げに成功すると、コックスは大型艦に取り掛かった。コックスが開発した新しい引き揚げ技術で、ダイバーは海中の船体に開いた穴をふさいだ後空気を送り込み浮上させてから解体業者のところまで曳航した。この技術を用いて彼は何隻も浮揚させた。しかしこの方法は費用がかかり、ヒンデンブルクの引き揚げに要した費用は最終的に約3万ポンドに達した。労働争議や1926年におきた炭鉱でのストライキのため作業は一時中止に追い込まれたが、コックスは沈んでいるザイドリッツから石炭を取り出して、ストライキが終わるまでの間機械の燃料として用いた。ザイドリッツの引き揚げは難しく、最初の引き上げの際にザイドリッツは再び沈んでしまい引き揚げ装置の大半が破損した。コックスはくじけず再挑戦し、引き揚げの瞬間を捉えられるようにカメラを用意するよう命じた。この計画は、コックスが休暇でスイス滞在中に誤って浮揚されたことであやうく裏目に出るところであった。コックスはザイドリッツをもう一度沈めるよう命じ、それからイギリスに戻ってザイドリッツの浮揚に立ち会った。コックスの会社は最終的に駆逐艦26隻、巡洋戦艦2隻と戦艦5隻を引き揚げた。

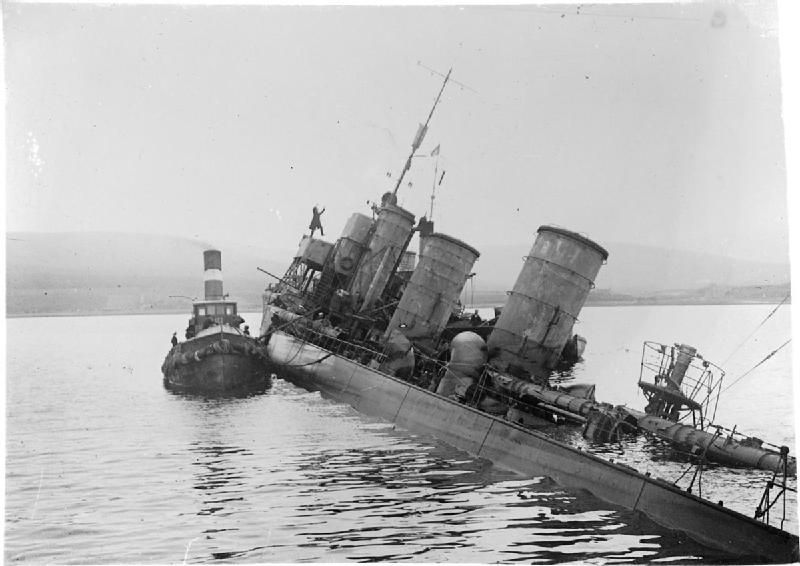
自沈した駆逐艦G102に横付けする曳船

コックスは残りの事業をAlloa Shipbuilding Companyに売却し、「海軍を買った男 (man who bought a navy)」として退いた。会社は後にMetal Industriesとなり、第二次世界大戦で休止されるまでにさらに5隻の戦艦や巡洋戦艦、巡洋艦を引き揚げた。残りは水深47mに達する深い場所に沈んでおり、引き上げを行う経済的な価値はなかった。小さな鉄の破片を引き揚げるための小規模な作業は継続されており、核汚染の可能性がない時期に生産され放射性同位体を含まないそれらはガイガー・カウンターのような放射線に敏感な機器に使用されている（日本の陸奥の残骸も同様の用途に用いられている）。
残っている7つの沈船は古代遺跡及び史跡に関する法律 (Ancient Monuments and Archaeological Areas Act) で保存される予定である。ダイバーはそこを訪れることは出来るが、それには許可が必要である。
| 艦名                           | 艦種     | 沈没/座礁  | その後                                     |
| ------------------------------ | -------- | ---------- | ------------------------------------------ |
| ザイドリッツ                   | 巡洋戦艦 | 沈没 13:50 | 1929年11月に引き揚げ                       |
| モルトケ                       | 巡洋戦艦 | 沈没 13:10 | 1927年6月に引き揚げ                        |
| フォン・デア・タン             | 巡洋戦艦 | 沈没 14:15 | 1930年12月に引き揚げ                       |
| デアフリンガー                 | 巡洋戦艦 | 沈没 14:45 | 1939年8月に引き揚げ                        |
| ヒンデンブルク                 | 巡洋戦艦 | 沈没 17:00 | 1930年7月に引き揚げ                        |
| カイザー                       | 戦艦     | 沈没 13:15 | 1929年3月に引き揚げ                        |
| プリンツレゲント・ルイトポルト | 戦艦     | 沈没 13:15 | 1929年3月に引き揚げ                        |
| カイゼリン                     | 戦艦     | 沈没 14:00 | 1936年5月に引き揚げ                        |
| フリードリヒ・デア・グローセ   | 戦艦     | 沈没 12:16 | 1937年に引き揚げ                           |
| ケーニヒ・アルベルト           | 戦艦     | 沈没 12:54 | 1935年7月に引き揚げ                        |
| ケーニヒ                       | 戦艦     | 沈没 14:00 | 引き揚げられず                             |
| グローサー・クルフュルスト     | 戦艦     | 沈没 13:30 | 1933年4月に引き揚げ                        |
| クローンプリンツ・ヴィルヘルム | 戦艦     | 沈没 13:15 | 引き揚げられず                             |
| マルクグラーフ                 | 戦艦     | 沈没 16:45 | 引き揚げられず                             |
| バーデン                       | 戦艦     | 座礁       | イギリスに移管され1921年に標的として沈没   |
| バイエルン                     | 戦艦     | 沈没 14:30 | 1933年9月に引き揚げ                        |
| ブルンマー                     | 巡洋艦   | 沈没 13:05 | 引き揚げられず                             |
| ブレムゼ                       | 巡洋艦   | 沈没 14:30 | 1929年11月に引き揚げ                       |
| ドレスデン                     | 巡洋艦   | 沈没 13:50 | 引き揚げられず                             |
| ケルン                         | 巡洋艦   | 沈没 13:50 | 引き揚げられず                             |
| カールスルーエ                 | 巡洋艦   | 沈没 15:50 | 引き揚げられず                             |
| ニュルンベルク                 | 巡洋艦   | 座礁       | イギリスに移管され1922年に標的として沈没   |
| エムデン                       | 巡洋艦   | 座礁       | フランスに移管され1926年に解体             |
| フランクフルト                 | 巡洋艦   | 座礁       | アメリカに移管され1921年に標的として沈没   |
| S32                            | 駆逐艦   | 沈没       | 1925年6月に引き揚げ                        |
| S36                            | 駆逐艦   | 沈没       | 1925年4月に引き揚げ                        |
| G38                            | 駆逐艦   | 沈没       | 1924年9月に引き揚げ                        |
| G39                            | 駆逐艦   | 沈没       | 1925年7月に引き揚げ                        |
| G40                            | 駆逐艦   | 沈没       | 1925年7月に引き揚げ                        |
| V43                            | 駆逐艦   | 座礁       | アメリカに移管され1921年に標的として沈没。 |
| V44                            | 駆逐艦   | 座礁       | イギリスに移管され1922年に解体             |
| V45                            | 駆逐艦   | 沈没       | 1922年に引き揚げ                           |
| V46                            | 駆逐艦   | 座礁       | フランスに移管され1924年に解体             |
| S49                            | 駆逐艦   | 沈没       | 1924年12月に引き揚げ                       |
| S50                            | 駆逐艦   | 沈没       | 1924年10月に引き揚げ                       |
| S51                            | 駆逐艦   | 座礁       | イギリスに移管され1922年に解体             |
| S52                            | 駆逐艦   | 沈没       | 1924年10月に引き揚げ                       |
| S53                            | 駆逐艦   | 沈没       | 1924年8月に引き揚げ                        |
| S54                            | 駆逐艦   | 沈没       | 1921年9月に引き揚げ                        |
| S55                            | 駆逐艦   | 沈没       | 1924年8月に引き揚げ                        |
| S56                            | 駆逐艦   | 沈没       | 1925年6月に引き揚げ                        |
| S60                            | 駆逐艦   | 座礁       | 日本に移管され1922年に解体                 |
| S65                            | 駆逐艦   | 沈没       | 1922年5月に引き揚げ                        |
| V70                            | 駆逐艦   | 沈没       | 1924年8月に引き揚げ                        |
| V73                            | 駆逐艦   | 座礁       | イギリスに移管され1922年に解体             |
| V78                            | 駆逐艦   | 沈没       | 1925年9月に引き揚げ                        |
| V80                            | 駆逐艦   | 座礁       | 日本に移管され1922年に解体                 |
| V81                            | 駆逐艦   | 座礁       | 解体地へ向かう途中で沈没                   |
| V82                            | 駆逐艦   | 座礁       | イギリスに移管され1922年に解体             |
| V83                            | 駆逐艦   | 沈没       | 1923年に引き揚げ                           |
| V86                            | 駆逐艦   | 沈没       | 1925年7月に引き揚げ                        |
| V89                            | 駆逐艦   | 沈没       | 1922年12月に引き揚げ                       |
| V91                            | 駆逐艦   | 沈没       | 1924年9月に引き揚げ                        |
| G92                            | 駆逐艦   | 座礁       | イギリスに移管され1922年に解体             |
| G101                           | 駆逐艦   | 沈没       | 1926年4月に引き揚げ                        |
| G102                           | 駆逐艦   | 座礁       | アメリカに移管され1921年に標的として沈没   |
| G103                           | 駆逐艦   | 沈没       | 1925年9月に引き揚げ                        |
| G104                           | 駆逐艦   | 沈没       | 1926年4月に引き揚げ                        |
| B109                           | 駆逐艦   | 沈没       | 1926年3月に引き揚げ                        |
| B110                           | 駆逐艦   | 沈没       | 1925年12月に引き揚げ                       |
| B111                           | 駆逐艦   | 沈没       | 1926年3月に引き揚げ                        |
| B112                           | 駆逐艦   | 沈没       | 1926年2月に引き揚げ                        |
| V125                           | 駆逐艦   | 座礁       | イギリスに移管され1922年に解体             |
| V126                           | 駆逐艦   | 座礁       | フランスに移管され1925年に解体             |
| V127                           | 駆逐艦   | 座礁       | 日本に移管され1922年に解体                 |
| V128                           | 駆逐艦   | 座礁       | イギリスに移管され1922年に解体             |
| V129                           | 駆逐艦   | 沈没       | 1925年8月に引き揚げ                        |
| S131                           | 駆逐艦   | 沈没       | 1924年8月に引き揚げ                        |
| S132                           | 駆逐艦   | 座礁       | アメリカに移管され1921年に沈没             |
| S136                           | 駆逐艦   | 沈没       | 1925年4月に引き揚げ                        |
| S137                           | 駆逐艦   | 座礁       | イギリスに移管され1922年に解体             |
| S138                           | 駆逐艦   | 沈没       | 1925年5月に引き揚げ                        |
| H145                           | 駆逐艦   | 沈没       | 1925年3月に引き揚げ                        |
| V100                           | 駆逐艦   | 座礁       | フランスに移管され1921年に解体             |